# Campeonato Mundial de Voleibol Femenino Sub-20 de 1995
El VIII Campeonato Mundial de Voleibol Femenino Sub-20 se celebró en Tailandia del 24 de julio al 30 de julio de 1995. Fue organizado por la Federación Internacional de Voleibol. El campeonato se jugó en la subsede de Bangkok.

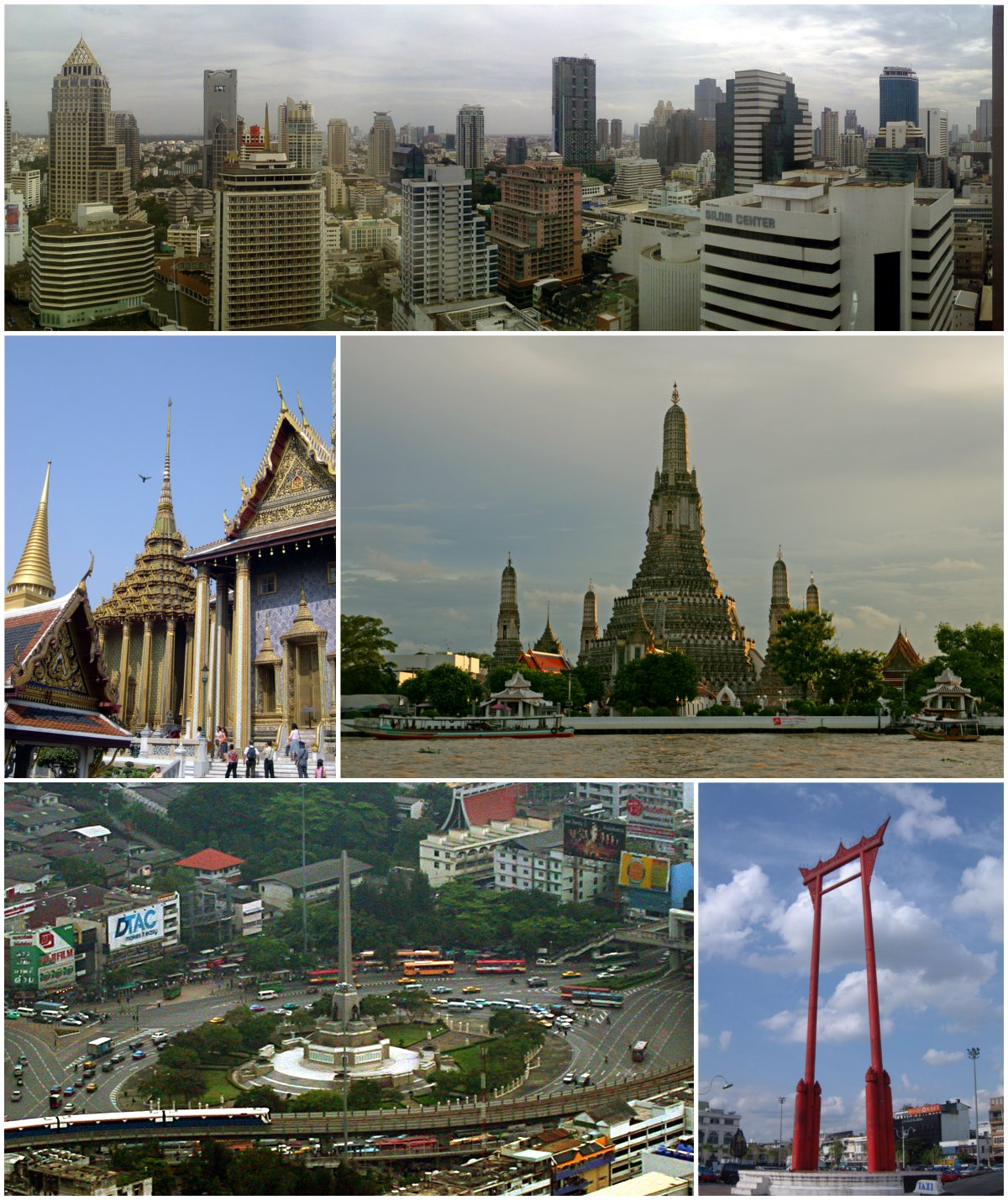
Bangkok Sede del VIII Campeonato Mundial de Voleibol Femenino Sub-20

## Equipos participantes
| Grupo A              | Grupo B | Grupo C | Grupo D      |
| -------------------- | ------- | ------- | ------------ |
| República Dominicana | Cuba    | Japón   | Brasil       |
| Alemania             | Italia  | Perú    | China        |
| Holanda              | Korea   | Rusia   | China Taipéi |
| Tailandia            | Túnez   | Rumania | Polonia      |

## Primera fase

### Grupo A

#### Clasificación
| Pos | Equipo               | PJ | PG | PP | SF | SC | PTS |
| --- | -------------------- | -- | -- | -- | -- | -- | --- |
| 1   | Alemania             | 3  | 3  | 0  | 9  | 1  | 9   |
| 2   | Holanda              | 3  | 2  | 1  | 7  | 3  | 6   |
| 3   | República Dominicana | 3  | 1  | 2  | 3  | 6  | 3   |
| 4   | Tailandia            | 3  | 0  | 3  | 0  | 9  | 0   |

#### Resultados
| Fecha    | Encuentro                           | Resultado | Set   | Set   | Set   | Set   | Set | Puntuación total |
| Fecha    | Encuentro                           | Resultado | 1     | 2     | 3     | 4     | 5   | Puntuación total |
| -------- | ----------------------------------- | --------- | ----- | ----- | ----- | ----- | --- | ---------------- |
| 23-07-95 | Tailandia - República Dominicana    | 0-3       | 13-15 | 11-15 | 10-15 |       |     | 34-45            |
| 23-07-95 | Alemania - Países Bajos             | 3-1       | 12-15 | 15-10 | 17-16 | 15-10 |     | 59-51            |
| 24-07-95 | Países Bajos - República Dominicana | 3-0       | 15-12 | 15-04 | 15-10 |       |     | 45-26            |
| 24-07-95 | Tailandia - Alemania                | 0-3       | 07-15 | 14-16 | 10-15 |       |     | 46-31            |
| 25-07-95 | Alemania - República Dominicana     | 3-0       | 15-06 | 15-13 | 15-09 |       |     | 45-28            |
| 25-07-95 | Países Bajos - Tailandia            | 3-0       | 15-05 | 15-05 | 15-07 |       |     | 45-17            |

### Grupo B

#### Clasificación
| Pos | Equipo | PJ | PG | PP | SF | SC | PTS |
| --- | ------ | -- | -- | -- | -- | -- | --- |
| 1   | Korea  | 3  | 3  | 0  | 9  | 3  | 9   |
| 2   | Italia | 3  | 2  | 1  | 7  | 4  | 6   |
| 3   | Cuba   | 3  | 1  | 2  | 6  | 6  | 3   |
| 4   | Túnez  | 3  | 0  | 3  | 0  | 9  | 0   |

#### Resultados
| Fecha    | Encuentro              | Resultado | Set   | Set   | Set   | Set   | Set   | Puntuación total |
| Fecha    | Encuentro              | Resultado | 1     | 2     | 3     | 4     | 5     | Puntuación total |
| -------- | ---------------------- | --------- | ----- | ----- | ----- | ----- | ----- | ---------------- |
| 23-07-95 | Cuba - Italia          | 1-3       | 02-15 | 15-11 | 09-15 | 11-15 |       | 37-56            |
| 23-07-95 | Corea del Sur - Túnez  | 3-0       | 15-02 | 15-03 | 15-00 |       |       | 45-05            |
| 24-07-95 | Corea del Sur - Cuba   | 3-2       | 15-09 | 11-15 | 15-09 | 14-16 | 15-10 | 70-59            |
| 24-07-95 | Túnez - Italia         | 0-3       | 03-15 | 03-15 | 03-15 |       |       | 09-45            |
| 25-07-95 | Corea del Sur - Italia | 3-1       | 17-16 | 07-15 | 15-10 | 15-07 |       | 59-48            |
| 25-07-95 | Cuba - Túnez           | 3-0       | 15-07 | 15-04 | 15-04 |       |       | 45-15            |

### Grupo C

#### Clasificación
| Pos | Equipo  | PJ | PG | PP | SF | SC | PTS |
| --- | ------- | -- | -- | -- | -- | -- | --- |
| 1   | Rusia   | 3  | 3  | 0  | 9  | 2  | 8   |
| 2   | Japón   | 3  | 2  | 1  | 8  | 3  | 7   |
| 3   | Perú    | 3  | 1  | 2  | 3  | 6  | 3   |
| 4   | Rumania | 3  | 0  | 3  | 0  | 9  | 0   |

#### Resultados
| Fecha    | Encuentro       | Resultado | Set   | Set   | Set   | Set   | Set   | Puntuación total |
| Fecha    | Encuentro       | Resultado | 1     | 2     | 3     | 4     | 5     | Puntuación total |
| -------- | --------------- | --------- | ----- | ----- | ----- | ----- | ----- | ---------------- |
| 23-07-95 | Rumania - Rusia | 0-3       | 00-15 | 04-15 | 10-15 |       |       | 14-45            |
| 23-07-95 | Japón - Perú    | 3-0       | 15-10 | 16-14 | 16-14 |       |       | 47-38            |
| 24-07-95 | Rusia - Perú    | 3-0       | 15-06 | 15-03 | 15-03 |       |       | 45-12            |
| 24-07-95 | Rumania - Japón | 0-3       | 03-15 | 06-15 | 00-15 |       |       | 09-45            |
| 25-07-95 | Perú - Rumania  | 3-0       | 15-12 | 15-09 | 15-03 |       |       | 45-24            |
| 25-07-95 | Rusia - Japón   | 3-2       | 15-09 | 09-15 | 11-15 | 15-05 | 15-10 | 65-54            |

### Grupo D

#### Clasificación
| Pos | Equipo       | PJ | PG | PP | SF | SC | PTS |
| --- | ------------ | -- | -- | -- | -- | -- | --- |
| 1   | China        | 3  | 3  | 0  | 9  | 2  | 8   |
| 2   | Brasil       | 3  | 2  | 1  | 8  | 4  | 7   |
| 3   | Polonia      | 3  | 1  | 2  | 4  | 6  | 3   |
| 4   | China Taipéi | 3  | 0  | 3  | 0  | 9  | 0   |

#### Resultados
| Fecha    | Encuentro              | Resultado | Set   | Set   | Set   | Set   | Set   | Puntuación total |
| Fecha    | Encuentro              | Resultado | 1     | 2     | 3     | 4     | 5     | Puntuación total |
| -------- | ---------------------- | --------- | ----- | ----- | ----- | ----- | ----- | ---------------- |
| 23-07-95 | Brasil - China         | 2-3       | 10-15 | 15-09 | 09-15 | 16-14 | 22-24 | 72-77            |
| 23-07-95 | Polonia - China Taipéi | 3-0       | 15-09 | 15-10 | 15-03 |       |       | 45-22            |
| 24-07-95 | China - Polonia        | 3-0       | 15-05 | 15-05 | 15-09 |       |       | 45-19            |
| 24-07-95 | China Taipéi - Brasil  | 0-3       | 04-15 | 13-15 | 09-15 |       |       | 26-45            |
| 25-07-95 | Brasil - Polonia       | 3-1       | 15-05 | 13-15 | 15-11 | 15-05 |       | 58-36            |
| 25-07-95 | China - China Taipéi   | 3-0       | 15-02 | 15-06 | 15-09 |       |       | 45-17            |

#### Clasificación para la Segunda Fase
| – | Clasificado a cuartos de final.                                 |
| – | Clasificado a las eliminatorias por un pase a cuartos de final. |
| – | Eliminado de la competencia.                                    |

## Segunda fase

### Grupo E
Los campeones de la serie A, B, C y D están clasificados directamente a cuartos de final, se enfrentan por una mejor ubicación. "A" vs "D" / "B" vs "C".

#### Resultados
| Fecha    | Encuentro             | Resultado | Set   | Set   | Set   | Set | Set | Puntuación total |
| Fecha    | Encuentro             | Resultado | 1     | 2     | 3     | 4   | 5   | Puntuación total |
| -------- | --------------------- | --------- | ----- | ----- | ----- | --- | --- | ---------------- |
| 27-07-95 | Rusia - Alemania      | 3-0       | 15-02 | 15-12 | 15-08 |     |     | 45-22            |
| 27-07-95 | China - Corea del Sur | 3-0       | 15-03 | 15-06 | 15-06 |     |     | 45-15            |

### Grupo F
Los equipos ubicados en la 2ª y 3ª posición se enfrentan en eliminatorias. El equipo ganador pasa a cuartos de final mientras que el equipo que pierde se ubica automáticamente en la posición 9°. 

#### Resultados
| Fase            | Fecha    | Encuentro                     | Resultado | Set   | Set   | Set   | Set   | Set | Puntuación total |
| Fase            | Fecha    | Encuentro                     | Resultado | 1     | 2     | 3     | 4     | 5   | Puntuación total |
| --------------- | -------- | ----------------------------- | --------- | ----- | ----- | ----- | ----- | --- | ---------------- |
| Eliminatoria 1° | 27-07-95 | Italia - Polonia              | 3-1       | 15-07 | 15-09 | 08-15 | 15-05 |     | 53-36            |
| Eliminatoria 2° | 27-07-95 | Perú - Países Bajos           | 1-3       | 05-15 | 15-07 | 12-15 | 13-15 |     | 45-52            |
| Eliminatoria 3° | 27-07-95 | Brasil - República Dominicana | 3-0       | 15-01 | 15-09 | 15-06 |       |     | 45-16            |
| Eliminatoria 4° | 27-07-95 | Cuba - Japón                  | 0-3       | 07-15 | 08-15 | 12-15 |       |     | 27-45            |

## Fase final

### Por el 1° y 3° puesto
|  | Cuartos de final        | Cuartos de final        |                         |       | Semifinales            | Semifinales            |  |  | Final                   | Final |
|  |                         |                         |                         |       |                        |                        |  |  |                         |       |
|  | 28 de julio - Tailandia |                         |                         |       |                        |                        |  |  |                         |       |
|  |                         |                         |                         |       |                        |                        |  |  |                         |       |
|  | Rusia                   | 3                       |                         |       |                        |                        |  |  |                         |       |
|  | Rusia                   | 3                       | 28 de julio - Tailandia |       |                        |                        |  |  |                         |       |
|  | Países Bajos            | 0                       |                         |       |                        |                        |  |  |                         |       |
|  | Países Bajos            | 0                       | Brasil                  | 3     |                        |                        |  |  |                         |       |
|  | 28 de julio - Tailandia |                         | Brasil                  | 3     |                        |                        |  |  |                         |       |
|  |                         | Rusia                   | 2                       |       |                        |                        |  |  |                         |       |
|  | Brasil                  | Rusia                   | 2                       | 3     |                        |                        |  |  |                         |       |
|  | Brasil                  |                         | 28 de julio - Tailandia | 3     |                        |                        |  |  |                         |       |
|  | Corea del Sur           | 2                       |                         |       |                        |                        |  |  |                         |       |
|  | Corea del Sur           | 2                       | China                   | 3     |                        |                        |  |  |                         |       |
|  | 28 de julio - Tailandia |                         | China                   | 3     |                        |                        |  |  |                         |       |
|  |                         | Brasil                  | 0                       |       |                        |                        |  |  |                         |       |
|  | Alemania                | Brasil                  | 0                       | 1     |                        |                        |  |  |                         |       |
|  | Alemania                | 28 de julio - Tailandia |                         | 1     |                        |                        |  |  |                         |       |
|  | Japón                   | 3                       |                         |       |                        |                        |  |  |                         |       |
|  | Japón                   | 3                       | China                   | 3     | Tercer y cuarto puesto | Tercer y cuarto puesto |  |  |                         |       |
|  | 28 de julio - Tailandia |                         | China                   | 3     | Tercer y cuarto puesto | Tercer y cuarto puesto |  |  |                         |       |
|  |                         | Japón                   | 0                       |       |                        |                        |  |  |                         |       |
|  | Italia                  | Japón                   | 0                       | 0     | Rusia                  | 3                      |  |  |                         |       |
|  | Italia                  |                         |                         | 0     | Rusia                  | 3                      |  |  |                         |       |
|  | China                   | 3                       |                         | Japón | 0                      |                        |  |  |                         |       |
|  | China                   | 3                       |                         |       | 0                      |                        |  |  |                         |       |
|  |                         |                         |                         |       |                        |                        |  |  | 28 de julio - Tailandia |       |
|  |                         |                         |                         |       |                        |                        |  |  |                         |       |

### Cuartos de final
| Fecha    | Encuentro              | Resultado | Set   | Set   | Set   | Set   | Set   | Puntuación total |
| Fecha    | Encuentro              | Resultado | 1     | 2     | 3     | 4     | 5     | Puntuación total |
| -------- | ---------------------- | --------- | ----- | ----- | ----- | ----- | ----- | ---------------- |
| 28-07-95 | Rusia - Países Bajos   | 3-0       | 15-08 | 15-04 | 15-10 |       |       | 45-22            |
| 28-07-95 | Brasil - Corea del Sur | 3-2       | 15-12 | 10-15 | 11-15 | 15-08 | 15-13 | 66-63            |
| 28-07-95 | Alemania - Japón       | 1-3       | 08-15 | 16-14 | 10-15 | 07-15 |       | 41-59            |
| 28-07-95 | China - Italia         | 3-0       | 15-07 | 15-08 | 15-12 |       |       | 45-27            |

### Semifinales
| Fecha    | Encuentro      | Resultado | Set   | Set   | Set   | Set   | Set   | Puntuación total |
| Fecha    | Encuentro      | Resultado | 1     | 2     | 3     | 4     | 5     | Puntuación total |
| -------- | -------------- | --------- | ----- | ----- | ----- | ----- | ----- | ---------------- |
| 29-07-95 | Brasil - Rusia | 3-2       | 02-15 | 15-10 | 15-00 | 06-15 | 15-06 | 53-46            |
| 29-07-95 | China - Japón  | 3-0       | 15-12 | 15-10 | 15-13 |       |       | 45-35            |

### 3° Puesto
| Fecha    | Encuentro     | Resultado | Set   | Set   | Set   | Set | Set | Puntuación total |
| Fecha    | Encuentro     | Resultado | 1     | 2     | 3     | 4   | 5   | Puntuación total |
| -------- | ------------- | --------- | ----- | ----- | ----- | --- | --- | ---------------- |
| 30-07-95 | Rusia - Japón | 3-0       | 16-14 | 15-04 | 15-11 |     |     | 46-29            |

### 1° Puesto
| Fecha    | Encuentro      | Resultado | Set   | Set   | Set   | Set | Set | Puntuación total |
| Fecha    | Encuentro      | Resultado | 1     | 2     | 3     | 4   | 5   | Puntuación total |
| -------- | -------------- | --------- | ----- | ----- | ----- | --- | --- | ---------------- |
| 30-07-95 | China - Brasil | 3-0       | 16-14 | 15-12 | 15-02 |     |     | 46-28            |

### Por el 5° y 7º puesto
|  | Semifinales 5° - 7° | Semifinales 5° - 7° |   |          | 5º puesto     | 5º puesto |  |
|  |                     |                     |   |          |               |           |  |
|  |                     |                     |   |          |               |           |  |
|  |                     |                     |   |          |               |           |  |
|  | Países Bajos        | 3                   |   |          |               |           |  |
|  | Corea del Sur       | 0                   |   |          |               |           |  |
|  |                     |                     |   |          |               |           |  |
|  |                     |                     |   |          |               |           |  |
|  |                     |                     |   |          | Italia        | 2         |  |
|  |                     | Países Bajos        | 3 |          |               |           |  |
|  |                     |                     |   |          |               |           |  |
|  |                     |                     |   |          |               |           |  |
|  |                     |                     |   |          | 7º puesto     |           |  |
|  |                     |                     |   |          |               |           |  |
|  | Italia              | 3                   |   | Alemania | 1             |           |  |
|  | Alemania            | 0                   |   |          | Corea del Sur | 3         |  |

### Clasificación 5°-8°
| Fecha    | Encuentro                    | Resultado | Set   | Set   | Set   | Set | Set | Puntuación total |
| Fecha    | Encuentro                    | Resultado | 1     | 2     | 3     | 4   | 5   | Puntuación total |
| -------- | ---------------------------- | --------- | ----- | ----- | ----- | --- | --- | ---------------- |
| 29-07-95 | Corea del Sur - Países Bajos | 0-3       | 03-15 | 09-25 | 14-16 |     |     | 26-46            |
| 29-07-95 | Italia - Alemania            | 3-0       | 16-14 | 15-08 | 15-10 |     |     | 46-32            |

### Clasificación 7°
| Fecha    | Encuentro                | Resultado | Set   | Set   | Set   | Set   | Set | Puntuación total |
| Fecha    | Encuentro                | Resultado | 1     | 2     | 3     | 4     | 5   | Puntuación total |
| -------- | ------------------------ | --------- | ----- | ----- | ----- | ----- | --- | ---------------- |
| 30-07-95 | Alemania - Corea del Sur | 1-3       | 05-15 | 15-12 | 09-15 | 11-15 |     | 40-57            |

### Clasificación 5°
| Fecha    | Encuentro             | Resultado | Set   | Set   | Set   | Set   | Set   | Puntuación total |
| Fecha    | Encuentro             | Resultado | 1     | 2     | 3     | 4     | 5     | Puntuación total |
| -------- | --------------------- | --------- | ----- | ----- | ----- | ----- | ----- | ---------------- |
| 30-07-95 | Italia - Países Bajos | 2-3       | 13-15 | 15-13 | 15-08 | 08-15 | 12-15 | 63-66            |

## Podio
| China     |
| 1º Título |
| China     |

## Clasificación general
| Pos | Equipo                                 |
| --- | -------------------------------------- |
| 1   | China                                  |
| 2   | Brasil                                 |
| 3   | Rusia                                  |
| 4   | Japón                                  |
| 5   | Holanda                                |
| 6   | Italia                                 |
| 7   | Korea                                  |
| 8   | Alemania                               |
| 9   | Cuba Perú Polonia República Dominicana |
| 13  | China Taipéi Rumania Tailandia Túnez   |

## Distinciones individuales
| - Most Valuable Player - Zhang Jinwen (CHN) - Mejor Anotadora - Valeska Menezes (BRA) - Mejor Atacante - Valeska Menezes (BRA) | - Mejor Bloqueadora - Elena Godina (RUS) - Mejor Servicio - Elles Leferink (HOL) |

| Predecesor: Brasil 1993 | Campeonato Mundial de Voleibol Femenino Sub-20 Tailandia 1995 | Sucesor: Polonia 1997 |

- Datos: Q5744050